# Aschersoniodoxa mandoniana
Aschersoniodoxa mandoniana är en korsblommig växtart som först beskrevs av Hugh Algernon Weddell, och fick sitt nu gällande namn av Ernest Friedrich Gilg och Reinhold Conrad Muschler. Aschersoniodoxa mandoniana ingår i släktet Aschersoniodoxa och familjen korsblommiga växter. Inga underarter finns listade i Catalogue of Life.